# Blastulação
Blastulação é o processo de modificação da mórula em blástula por clivagens e mudanças nas disposições dos blastômeros.

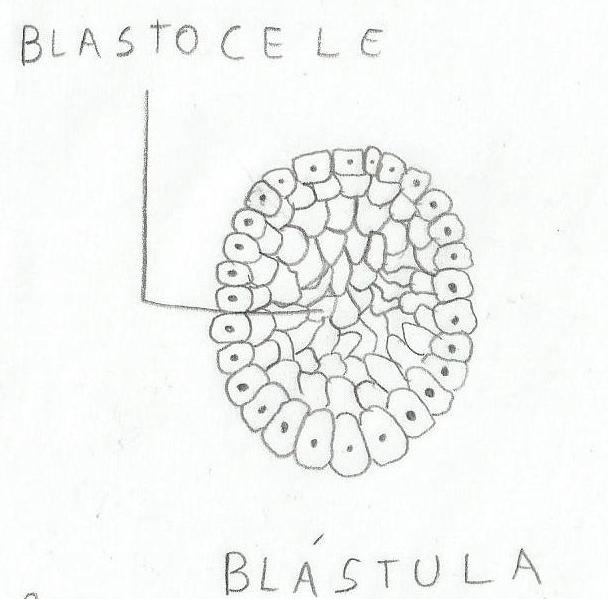
Blástula e localização da blastocele

O ovo é formado por células nomeadas blastômeros, os quais estão em constante clivagem, sofrendo um aumento numérico e uma diminuição em seu volume. Durante um determinado período de clivagens, os blastômeros formam uma esfera maciça, envolta por uma camada de hialina, o que garante a coesão e aderência dos blastômeros, sendo esta nomeada mórula. Durante a transição de mórula para blástula, os blastômeros mudam sua
disposição, formando uma esfera com um espaço interno preenchido por liquido, a blastocele.

## Blastocele
A blástula apresenta como principal característica a blastocele, um espaço interno a camada de blastômeros. A blastocele é formada pela secreção de
proteínas dos blastômeros para o espaço interno, o que ocasiona por osmose a absorção de água e consequentemente a expansão desta cavidade, orientando o eixo de divisão celular.
Desta forma são continuas tanto as clivagens dos blastômeros como a expansão da blastocele, até atingir um certo número de células, que de acordo com cada espécie, passa a ser considerada uma blástula. Outro fator essencial é o volume de vitelo existente no polo vegetal, o qual determina as formas de clivagem, consequentemente a posição da blastocele.